# Bhutanisch-portugiesische Beziehungen
Die bhutanisch-portugiesischen Beziehungen beschreiben das zwischenstaatliche Verhältnis von Bhutan und Portugal. Die Länder unterhalten noch keine direkten diplomatischen Beziehungen. Auch ein messbarer Warenaustausch zwischen den Ländern findet nicht statt (Stand 2016).
Historisch bedeutend war die Anwesenheit portugiesischer Missionare in der ersten Hälfte des 17. Jahrhunderts, die als erste Europäer in Bhutan gelten und deren Aufzeichnungen die einzigen westlichen Dokumente zur Ursprungszeit des Landes Bhutan sind.
Die unbelasteten, aber schwach ausgeprägten bilateralen Beziehungen beschränken sich im Wesentlichen auf die gemeinsame Mitgliedschaft in internationalen Organisationen, insbesondere die verschiedenen UN-Körperschaften.
Vielfältiger sind die Kontakte auf zivilgesellschaftlicher Ebene. So kommen gelegentlich Studenten aus Bhutan nach Portugal, etwa an die Universität Évora über das Erasmus-Programm, und portugiesische Initiativen engagieren sich vor Ort beim Erhalt historischer Dörfer oder in der Entwicklungszusammenarbeit.
Zudem gilt Bhutan als Reiseziel für portugiesische Urlauber, die sich für besondere Kultur- und Naturerfahrungen interessieren.
Im Jahr 2020 waren sieben Bürger Bhutans in Portugal gemeldet, fünf im Distrikt Setúbal, einer im Distrikt Leiria und einer im Distrikt Lissabon. im Jahr 2019 war kein portugiesischer Staatsbürger konsularisch in Bhutan registriert.

## Geschichte
Die portugiesischen Jesuiten-Missionare João Cabral und Estêvão Cacella kamen 1627 nach Bhutan, u. a. in die Stadt Paro. Damit waren sie die ersten Europäer, die das heutige Bhutan bereisten.
Sie trafen dabei Shabdrung Ngawang Namgyel. Ihre Aufzeichnungen darüber gelten als einzige bekannten westlichen Dokumente zu dem Begründer Bhutans. Die beiden Missionare waren vermutlich auch die ersten Ausländer, mit denen Shabdrung Ngawang Namgyel zusammentraf.
Im weiteren Verlauf der von den Nachbarmächten bestimmten Geschichte Bhutans entwickelte sich keine weitergehende Beziehung mit Portugal.
Das in Bhutan verfolgte Bruttonationalglück, das insbesondere seit den 2000er Jahren internationale Beachtung findet, wurde auch in Portugal bekannt und medial immer wieder aufgegriffen. So forderte die portugiesische Tierrechts- und Naturschutzpartei PAN anlässlich der Eröffnung der Parlamentsdebatte zum 25. April 2016, dem Jahrestag der Nelkenrevolution, auch für Portugal die Einführung des Bruttonationalglücks.
Über die Heirat des bhutanischen Königs Jigme Khesar Namgyel Wangchuck mit der bürgerlichen Jetsun Pema im Jahr 2011 wurde auch in Portugal berichtet.
Anfang 2015 reiste eine portugiesische Fachkommission nach Bhutan, um dort ein Projekt zur Erhaltung und Restaurierung historischer Dörfer zu entwickeln. Hintergrund sind die positiven Erfahrungen mit portugiesischen Projekten zum schonenden Kultur- und Natur-Tourismus in alten Dörfern wie den Aldeias Históricas de Portugal oder den Aldeias do Xisto.

## Diplomatie
Portugal und Bhutan unterhalten noch keine formellen diplomatischen Beziehungen, so dass keine gegenseitigen Botschaften oder Konsulate existieren (Stand Ende 2016).
Die jeweiligen nächstgelegenen Botschaften sind die Vertretung Bhutans in Brüssel bzw. die portugiesische Botschaft in der indischen Hauptstadt Neu-Delhi.

## Kultur
Die 1954 gegründete Royal Academy of Performing Arts aus Bhutan pflegt althergebrachte Volkstänze, die noch aus der Gründungszeit des Landes im 17. Jahrhundert stammen. 2005 kam das Ensemble erstmals nach Portugal, wo es in der Casa da Música in Porto auftrat.

## Sport
Die Bhutanische Fußballnationalmannschaft und die Portugiesische Nationalelf sind bisher noch nicht aufeinander getroffen (Stand Februar 2017).
Portugiesischer Fußball ist in Bhutan relativ populär, wenngleich englischer und spanischer Vereinsfußball noch verbreiteter sind. Bekannt sind insbesondere Namen wie Cristiano Ronaldo, José Mourinho und Luís Figo. Der populärste Verein aus Portugal ist Benfica Lissabon, jedoch sind auch Sporting Lissabon und der FC Porto unter den Fußballfreunden dort bekannt.